# Open Watcom Assembler
WASM також Open Watcom Assembler — асемблер x86, створений Watcom, заснований на Watcom Assembler, який міститься в Watcom C/C++ компіляторі Watcom FORTRAN 77. Подальша розробка ведеться над 32- і 64-розрядним проєктом JWASM, який більше відповідає синтаксису Microsoft Assembler.
Існують експериментальні асемблери для PowerPC, Alpha AXP і MIPS.